# Teka
Teka Group è una multinazionale fondata in Germania nel 1924 e impegnata nella produzione e commercializzazione di prodotti per il bagno e la cucina, cucine per casa e professionali, contenitori industriali ed elettronica.
Il gruppo ha 15 stabilimenti in Europa, America e Asia e commercializza i suoi prodotti in più di 120 paesi. I prodotti vanno da lavandini e rubinetti, a forni, piani cottura a induzione, cappe, lavatrici, e altri apparecchi elettrici.
L'azienda nasce in Germania nel 1924, fondata da Karl Thielman, che inizia un'attività di produzione di macchine agricole: passa poi alla lavorazione di acciai inossidabili. Nel 1957 entra in azienda Helmut Klein: nasce il marchio Teka, con le iniziali dei loro fondatori, Thielmann (Te) & Klein (Ka). Negli anni seguenti Teka comincia a produrre lavandini in metallo, cucine, forni e cappe. Nel 1964 si stabilisce in Spagna, a Santander, iniziando una notevole espansione internazionale, prima in Europa e poi nel resto dei continenti.
Tra gli anni 1970 e 1990 l'azienda è in evidenza come sponsor di squadre sportive: dal 1975 al 1995 proprietaria del Teka Santander di pallamano e dal 1976 al 1990 anche della squadra Teka di ciclismo, e poi sponsor di maglia del Real Madrid di calcio dal 1993 al 2001. Dal 2014 al 2017 torna nel mondo sportivo come sponsor del Real Madrid di pallacanestro.